# Josef Musil (siatkarz)
Josef Musil, ps. Bulda (ur. 3 lipca 1932 w Kostelní Lhocie, zm. 26 sierpnia 2017 w Pradze) – czeski siatkarz, reprezentant Czechosłowacji, dwukrotny medalista igrzysk olimpijskich, wielokrotny medalista mistrzostw świata i mistrzostw Europy.

## Życiorys
Od 1938 Josef Musil był członkiem lokalnej drużyny Sokoła z Kostelní Lhoty, w która oferowała zajęcia z lekkoatletyki, piłki ręcznej, tenisa stołowego, siatkówki i piłki nożnej. W 1946 przeniósł się do Praskiej dzielnicy Vysočany. Wraz z bratem Vladimírem w 1947 dołączył do drużyny siatkówki Sokol Vysočany.

### Kariera reprezentacyjna
Musil był w składzie reprezentacji Czechosłowacji, która zdobyła srebrny medal na mistrzostwach świata 1952 w Związku Radzieckim oraz złote medale na mistrzostwach Europy 1955 w Rumunii, mistrzostwach świata 1956 we Francji i mistrzostwach Europy 1958 w Czechosłowacji. Kolejne sukcesy z drużyną narodową to dwa wicemistrzostwa świata wywalczone podczas MŚ 1960 w ZSRR i MŚ 1962 w Brazylii oraz 5. miejsce na mistrzostwach Europy 1963 w Rumunii.
Reprezentował Czechosłowację na Letnich Igrzyskach Olimpijskich 1964 w Tokio. Zagrał we wszystkich dziewięciu rozgrywanych meczach, a jego zespół z ośmioma zwycięstwami i jedną porażką zajął drugie miejsce w turnieju.
Razem z reprezentacją triumfował jako gospodarz podczas mistrzostw świata 1966 i zajął 2. miejsce na mistrzostwach Europy 1967 w Turcji. Musil wystąpił na igrzyskach olimpijskich 1968 w Meksyku. Podobnie jak na poprzednich igrzyskach rozegrał komplet spotkań. Czechosłowacja po siedmiu zwycięstwach i dwóch porażkach zdobyła brąz. W reprezentacji grał w latach 1953–1968.

### Kariera klubowa
W latach 1950–1952 Josef Musil był zawodnikiem klubu Spartak ČKD Stalingrad, z którym w 1952 zajął 3. miejsce w mistrzostwach Czechosłowacji. W sezonie 1953/54 grał w ÚDA Praga, z którym zdobył mistrzostwo kraju. Następnie do 1968 był zawodnikiem Slavii VŠ Praha, razem z którym sześciokrotnie tryumfował w mistrzostwach Czechosłowacji w latach 1955–1959 i w 1964. W 1968 przeniósł się do Włoch, gdzie do 1970 grał w klubie Panini Modena, z którym w mistrzostwach Włoch zajął 4. miejsce w 1969 i zdobył mistrzostwo w 1970. Następnie przez jeden sezon był grającym trenerem w Tombolini Loreto. Tę samą funkcję pełnił w zespole Spem Faenza do 1976.

### Kariera trenerska
Oprócz pełnienia funkcji grającego trenera w dwóch włoskich klubach Musil trenował juniorów starszych w VŠ Praha pomiędzy 1970 a 1973. Od 1977 do 1981 pracował jako trener z żeńską drużyną Slavii VŠ Praha. Do 1992 był trenerem w Tombolini Loreto.

### Wyróżnienia
Za osiągnięcia sportowe został odznaczony odznaką za wybitną pracę w 1966 i Medalem Za Zasługi w 2009. Został także wyróżniony tytułem Zasłużony Mistrz Sportu.
W 2001 poprzez sondaż przeprowadzony przez ČVS został uznany za najlepszego siatkarza Czechosłowacji XX wieku, a w tym samym badaniu został oceniony jako 5. najlepszy gracz na świecie.
W 2004 znalazł się w Volleyball Hall of Fame.

### Życie osobiste
Z zawodu był typografem specjalizującym się w druku offsetowym. Swój zawód praktykował przez całą karierę sportową. Od 1956 był żonaty z Evą. Mieli jednego syna, Petra (ur. 1957).